# Лотаринзьке герцогство
Лотаринзьке герцогство (лат. Ducatus Lotharingiae, фр. Duché de Lorraine [lɔʁɛn] ( прослухати); нім. Herzogtum Lothringen [ˈloːtʁɪŋən] ( прослухати)) — герцогство, яке розташовувалося на північному сході сучасної Франції. До 1766 року герцогство входило до складу Священної Римської імперії. Станом на початок XXI-го століття колишня територія Лотаринзького герцогства разом з деякими іншими землями входить до складу регіону Лотарингія у Франції, а також до Німеччини, Люксембургу, Бельгії та Нідерландів.

## Історія

### Землі Лотарингії приМеровінгах
У римський час територія Лотарингії входила до складу провінції Белгіка. Під час франкської колонізації Лотарингія входила до ріпуарської та алеманської сфер впливу. За Хлодвіга I спочатку межа його королівства проходила по Маасу з півночі на південь. Після смерті Хлодвіга Лотарингія увійшла до складу королівства зі столицею в Меці (майбутня Австразія), що дістався Теодоріху I.

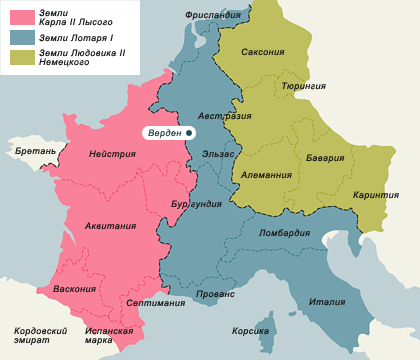
Поділ Франкської імперії за Верденським договором

### Поділ Франкської імперії
Після завоювань Карла Великого Лотарингія опинилася в середині його імперії, у складі якої залишалася до смерті імператора Людовика Благочестивого. У 843 році за Верденським договором Лотарингія увійшла до складу так званого «Серединного королівства», що дісталось імператору Лотару I. Після його смерті в 855 році стався розподіл його володінь між трьома синами, за яким Лотарингія дісталася середньому синові, Лотару II, від якого і отримала свою назву (Lotharii regnum, Lotharingia); за цим розподілом вона приблизно збігалася з колишньою Австразією, займаючи землі між Рейном, Шельдою, Маасом і Соною.

### Лотаринзьке королівство
До складу Лотаринзького королівства увійшли найвідоміші частини каролінзької імперії. Тут знаходилось імперське місто Аахен, церковні резиденції Кельн і Трір, а також відомі своїми виноградниками райони по Рейну і Мозелю. Також в королівство входили Саар, Люксембург, Валлонія, Нижній Рейн і південь Нідерландів в області Маастріхт, Ейндховен , Бреда. У 863 році, після смерті свого молодшого брата Карла Провансальського, Лотар успадкував частину його земель (Ліон, В'єнн, Гренобль, Узе).

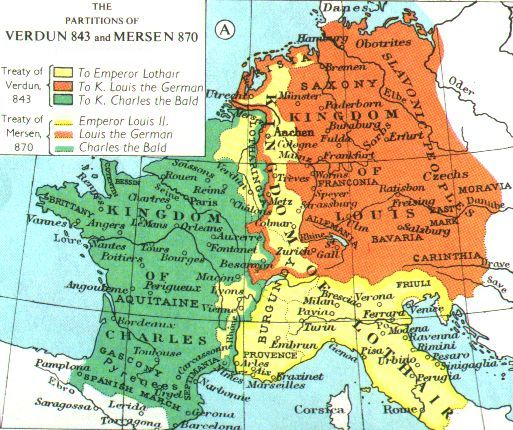
Розділ держави Лотаря II за Мерсенським договором

Після смерті Лотаря 8 серпня 869 року, не залишив законних спадкоємців, Лотарингія стала предметом розбрату між Західним Франкським королівством (Францією) і Східним Франкським королівством (Німеччиною). Король Франції Карл II Лисий, дізнавшись про смерть Лотаря, спішно коронувався 9 вересня в Меці, ненадовго приєднавши королівство до Франції. Але проти цього виступив король Німеччини Людовик II Німецький, змусивши Карла піти на поступки. 8 серпня 870 р. Карл Лисий і Людовик II Німецький домовилися в Мерсенні про розподіл держави Лотаря II. У результаті поділу Серединне Франкське королівство було розділене, а кордон між Францією і Німеччиною пройшов по басейну Мозеля.
Скориставшись смертю Людовика 28 серпня 876 Карл захопив області, віддані ним братові 870-го року. Але син Людовика Німецького, Людовик III Молодший виступив проти Карла, розбивши його армію 8 жовтня 876-го поблизу Андернаха. Смерть Карла, що послідувала невдовзі (6 жовтня 877) та розбрат, що охопив Західне Франкське королівство після смерті Людовика Заїки 10 квітня 879, дозволили Людовику Молодшому повністю приєднати Лотарингію до Східного Німецького королівства.
Лотаринзька знать не захотіла визнавати Мерсенський договір і подальше приєднання Лотарингії до Німеччини. Більшість об'єдналися навколо Гуго, сина короля Лотаря II від визнаного незаконним, другого шлюбу. Для досягнення своєї мети Гуго домігся союзу з норманами, видавши свою сестру Гізеллу за вікінга Готфріда. Але Гуго потрапив у полон до Карла III Товстого, був осліплений і засланий в абатство Прюм, де і закінчив свої дні.
Після скинення в 887 році ненадовго об'єднав в своїх руках різні частини імперії Карла Великого Карла III Товстого Лотарингія залишилася в складі Німеччини під управлінням Арнульфа Каринтійського.
У 895 році Арнульф відновив Лотаринзьке королівство, віддавши його своєму незаконному синові Цвентібольду. Але проти нього виступила знать, яку очолював Реньє Довгошиїй. Реньє вступив у союз з королем Франції Карлом Простуватим. У результаті Цвентібольд був убитий в одному з боїв 13 серпня 900 рік а.

### Лотарингія в першій половині X століття
Після загибелі Цвентібольда фактичним правителем Лотарингії став Реньє Довгошиїй. У його жилах текла кров Каролінгів (його мати була дочкою імператора Лотаря I), він мав численні володіння, розсіяні в Арденнах, Геннегау, Газбенгау, Брабанті і вздовж нижньої течії Маас у, він був світським абатом кількох багатих монастирів. Не маючи жодних спадкових прав, він користувався в Лотарингії майже необмеженою владою. Хроністи називали його «missus» (королівський посланець), «dux» (герцог), «marchio» (маркграф). Король Німеччини Людовик IV Дитя, до якого перейшла Лотарингія, зважаючи на відсутність у Цвентібольда дітей, спробував протиставити Реньє єпископів і франконського графа Гебхарда (помер 910), якому він у 903 році дав титул герцога Лотарингії, але безуспішно. Після смерті Людовика IV Реньє відмовився визнати нового короля, Конрада Франконського й присягнувся у 911 році королю Франції Карлу III Простуватому. Карл прийняв на себе володіння Лотарингією, але залишив їй незалежність.
Після смерті в 915 Реньє його наступником став граф Бідгау Вігеріх (помер бл. 921/922), названий пфальцграфом Лотарингії, але великий вплив мав також син Реньє — Гізельберт (помер 939). Гізельберт незабаром посварився з Карлом Простуватим. Для боротьби з ним він звернувся за допомогою до короля Німеччини Генріху I Птахолова. Пізніше Гізельберт взяв участь у повстанні Роберта Паризького проти Карла Простуватого, у результаті якого Роберт став королем. Однак після смерті Роберта Гізельберт відмовився визнати його наступника, Рауля Бургундського. У 925 році Гізельберт спробував зблизитися з Раулем, але Генріх Птахолов вступив у Лотарингію з великою армією, покінчивши з незалежністю Лотарингії і змусивши аристократію присягнути йому. Лотарингія виявилася приєднана до Німецького королівства.
Генріх Птахолов визнав Гізельберта герцогом і видав за нього свою дочку Гербергу. Після смерті Генріха Гізельберт приніс присягу новому королю Оттону I. Але в 938 році Гізельберт приєднався до повстання Генріха Баварського і Ебергарда Франконського. 2 жовтня 939 року він загинув у битві при Андернасі проти армії короля Оттона.
Перемога дозволила Оттону замінити династію, засновану Реньє I. Новим герцогом він призначив свого брата Генріха. Виховання єдиного сина Гізельберта, Генріха (помер 943 або 944 року), він довірив графу Вердена Оттону (помер 944 року). Але вже в 940 році після невдалого повстання свого брата Генріха, король Оттон був змушений призначити герцогом Оттона Верденського, а після його смерті в 944 році — Конрада Рудого (помер 955 року), чоловіка своєї доньки.
Конрад досить швидко приборкав лотаринзьку знать. Він придушив заколот племінників Гізельберта, які, спираючись на свій замок у Монсі боролися за спадщину свого роду. Однак, скоро Конрад посварився з королем і в 953 році взяв участь у змові Лудольфа, старшого сина Оттона I. Але проти Конрада виступила незадоволена ним лотаринзька знать, яку очолив один з племінників Гізельберта, граф Геннегау (Ено) Реньє III (920—973). Відтак, Конрад був розбитий на берегах Маасу і змушений був утікати. У наступному році Конрад навів на Лотарингію угорців, спустошили Газбенгау, Намюр і Ено.
Король Оттон I не став чекати кінця повстання, призначивши в 953 році нового герцога. Вибір його впав не на Реньє III, а на свого брата Бруно, який одночасно отримав архієпископство Кельн, об'єднавши, таким чином, духовну і світську владу.

### Бруно Кельнський і розділ Лотарингії
Бруно I Великий (пр. 925—965) управляв Лотаринзьким герцогством до самої смерті. Столицею він зробив Кельн, який став при ньому культурним центром. При цьому Бруно мав величезний вплив на всі урядові справи (він був канцлером Німеччини з 940 року), тож його вважали майже співправителем Оттона.
Бруно вдалося після тривалої боротьби перемогти Конрада Рудого і надовго повернути спокій країні, що знемагала від внутрішніх чвар. Але на Лотарингію висував претензії Реньє III. При цьому Бруно після смерті герцога Гуго Великого в 956 році був фактичним регентом Франції до самої своєї смерті, а король Франції Лотар розглядав Лотарингію як свою спадщину.
У 956 році Реньє III захопив частину особистих володінь Герберга в Лотарингії (її так звану «удовину частку»), що викликало похід Лотара на Монс, столицю Геннегау. У результаті походу Лотар захопив дружину Реньє і двох його синів, що дозволило Бруно в обмін на заручників змусити Реньє повернути захоплені землі. Але незабаром Реньє знову повстав, та Бруно спільно з Лотарем придушили бунт. Реньє був захоплений у полон і виданий Оттону I, який у 958 році вислав його на кордон Богемії, де він помер, а його володіння були конфісковані. Управління Геннегау імператор Оттон доручив у червні 958 року Готфріду (пом. 964), синові пфальцграфа Лотарингії Готфріда. Сини Реньє III, Реньє і Ламберт утекли до Франції, де знайшли притулок при королівському дворі.
У 959 року король Лотар відмовився від своїх прав на Лотарингію. Але незабаром спалахнув новий великий заколот лотаринзької знаті, невдоволеної політикою Бруно, який наказав руйнувати замки сеньйорів, що промишляли розбоєм, а також обклав знать великим податком. Заколот очолив колишній радник Бруно Іммонен, сеньйор Шевремона. Для придушення заколоту і для стримування лотаринжців у майбутньому, Бруно розділив герцогство на дві частини: Верхню Лотарингію (L. Mosellana) і Нижню Лотарингію (L. Mosana). Області Тріра, Меца, Туля і Вердена перебували в безпосередній залежності від імператора. На чолі кожного герцогства Бруно поставив заступника з титулом «віце-герцог». Віце-герцогом Верхньої Лотарингії став граф Бара і Меца Фрідріх (Феррі) I (бл. 942 — 984), одружений з донькою Гуго Великого, племінницею Бруно. Герцогом Нижньої Лотарингії став граф Геннегау Готфрід.

### Верхня Лотарингія під управлінням Арденської династії

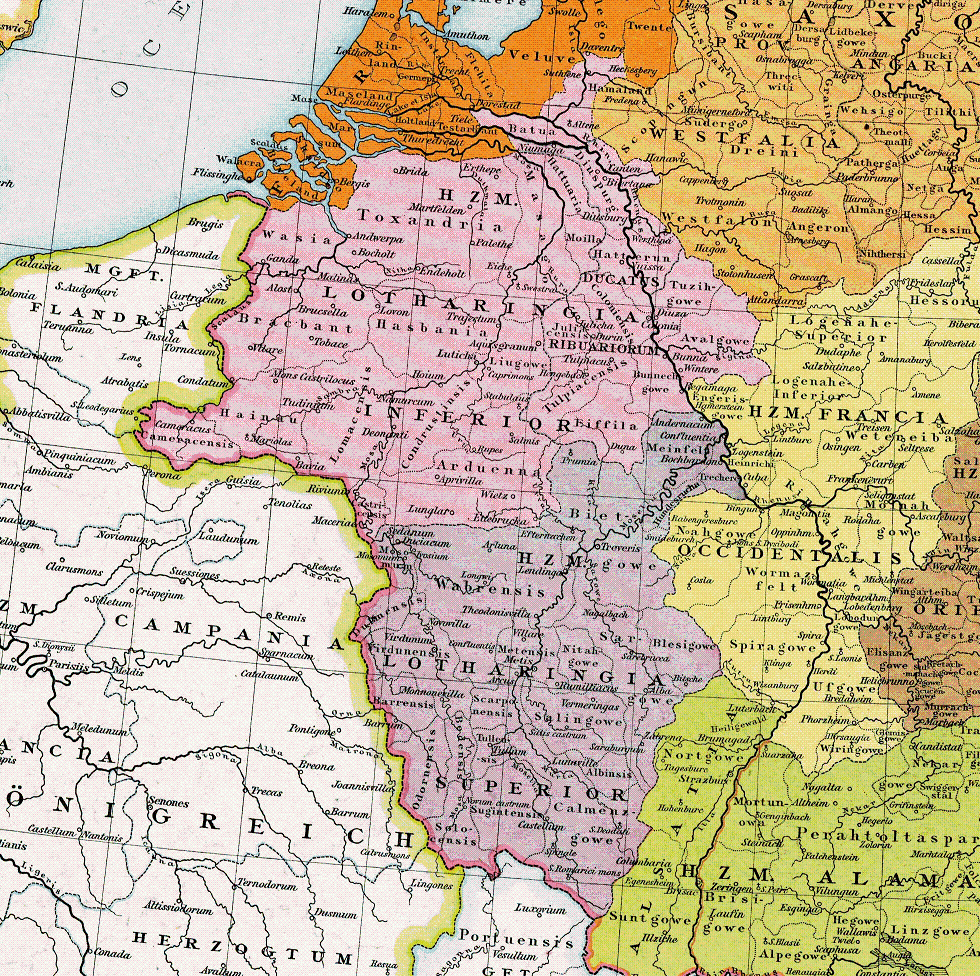
Герцогства Верхня і Нижня Лотарингія в 1000 році

Феррі I, одружений з племінницею Бруно і імператора Оттона I, був їх вірним прихильником. Він був сином пфальцграфа Вігеріка. Крім Лотарингії Феррі володів кількома графствами (Бар, Шамонтуа, Шарпенье, Сулозуа), що збільшувало його сили. Він побудував кілька замків на кордоні між Францією і Німеччиною. У 977 році він отримав герцогський титул, але незабаром помер, залишивши герцогство малолітньому синові Тьєррі (Дітріха) I (965–1026)). До 987 році герцогством керувала його мати Беатріс. Тьєррі продовжив політику батька, будучи прихильником імператорів. У 1011 у він брав участь на боці імператора Генріха II в боротьбі проти графів Люксембурга, в 1018 у — в Бургундії у перемозі над Едом II де Блуа. У 1019 у він залучив до управління герцогством свого сина Феррі II (995–1026)). Після смерті імператора Генріха II Тьєррі і Феррі приєдналися до повстання герцога Швабії Ернста II проти нового імператора Конрада II, але невдовзі перейшли на бік імператора, визнавши його владу. Феррі II помер раніше за батька, а після смерті в 1026 / 1027 у Тьєррі герцогство успадкував син Феррі II, Феррі III (1020 — 1033)), про правління якого практично нічого невідомо.
Феррі III дітей не залишив. Барське графство успадкувала його сестра Софія, а Лотарингію імператор Конрад віддав родичу Феррі, герцогу Нижньої Лотарингії Гозело I (967—1044), ненадовго об'єднав Лотарингію. Гозелло брав участь в війні за Бургундський спадок на стороні імператора Конрада проти Еда II де Блуа. У листопаді  а він брав участь у битві при Ганоле (між Бар-ле-Дюк і Верденом), у результаті якої армія Еда виявилася розбита, а сам він загинув.
Після смерті Гозело в 1044 році імператор Генріх III знову розділив герцогство між його двома синами. Верхня Лотарингія дісталася Готфріду II бородатому (пом. 1069), Нижня Лотарингія — Гозело II (бл. 1008 — 1046). Цей розділ викликав велике повстання Лотаринзькою знаті. До повстання приєднався і Готфрід Бородатий, який прагнув об'єднати Лотарингію під своєю владою. На те, щоб придушити повстання, в імператора Генріха пішло 2 роки. Він особисто з'явився з величезною армією у супроводі папи римського Льва IX. Незабаром вдалося укласти мир. Але Готфрід був зміщений. На його місце був призначений граф Меца Адальберт Ельзаський (бл. 1000—1048).

### Правління Ельзаської і Анжуйської династій

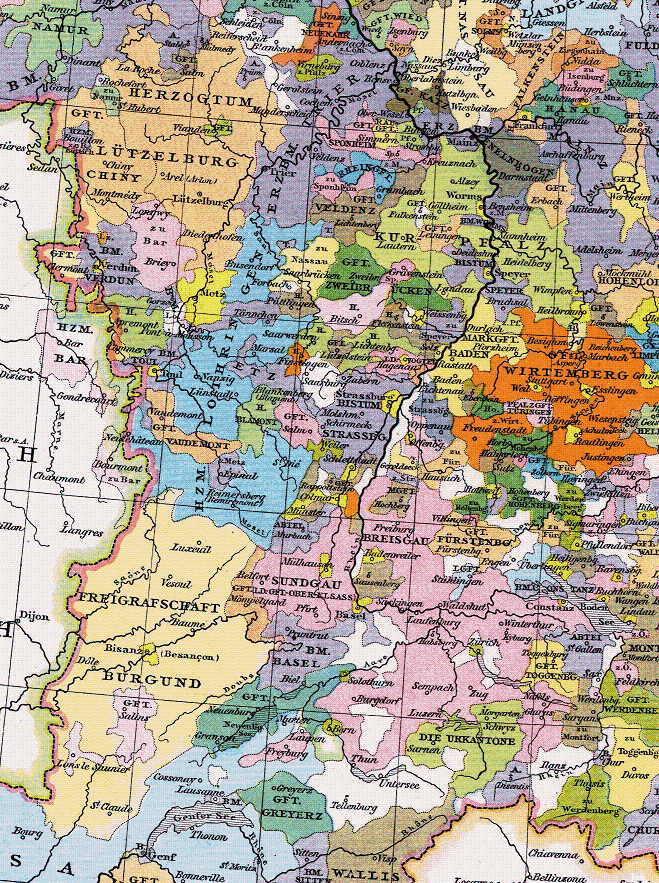
Лотаринзьке герцогство в 1400 році

У 1048 у імператор віддав Верхню Лотарингію Герхарду Ельзаському, родоначальнику Лотаринзького дому, прямі представники якого володіли Лотарингією до 1431. У цьому році помер Карл Лотаринзький, у званні конетабля Франції, залишивши лише дочку Ізабеллу, яка вийшла за Рене Анжуйського. Хоча племінник Карла II, Антуан, граф де Водемон, оскаржував права Ізабелли, проте імператор Сигізмунд віддав герцогство їй і її чоловікові, з чим і примирився Антуан, одруживши свого сина Фрідріха з Іолантою, дочкою Ізабелли і Рене.
В особі онука Рене, Ніколя, Анжуйський дім припинився, і герцогство знову дісталося чоловічій лінії Лотаринзькою дому в особі Рене II, сина Фрідріха і Іоланти. Під час його правління, Лотарингія була страшенно спустошена Карлом Сміливим. Спадкоємець Рене II, Антуан, переміг повсталих селян і вороже ставився до Реформації.
Під час малоліття його онука, Карла III, король Франції Генріх II приєднав до Франції Мец, Туль і Верден . При Карлі IV Лотарингія була зайнята французами (1634). Тільки в 1697 р. онук Карла IV, Леопольд-Йосип-Карл, знову отримав країну, на важких умовах. ЇЇ успадковував в 1729 р. син його Франц-Стефан, мати якого, Шарлотта Орлеанська, під час малоліття жорстоко гнобила населення.

### Приєднання герцогства до Французького королівства
Через кілька років Франція позбавила Франца-Стефана престолу і віддала його польському екс-королю Станіславу Лещинському. Франц-Стефан, який одружився з Марією-Терезією, дочкою імператора Карла VI, отримав у вигляді винагороди Велике герцогство Тосканське і згодом був обраний німецьким імператором під ім'ям Франца I. В особі його синів, Йосифа II і Леопольда II, Лотаринзький дім зайняв австрійський престол, що належав йому до падіння австрійської монархії. По смерті Станіслава в 1766 р. Лотаринзьке герцогство було включена до складу Франції і назавжди втратило політичну самостійність. Про подальшу долю цього регіону див. Ельзас-Лотарингія, Франко-прусська війна.